# D.Gray-man
D.Gray-man (jap. ディーグレイマン Dī Gureiman) – shōnen-manga stworzona przez Katsurę Hoshino. Pierwszy rozdział ukazał się w 2004 roku w magazynie „Shūkan Shōnen Jump”, wydawanym przez Shūeisha. Opowiada ona o Egzorcystach – wybrańcach Boga, „Apostołach Niewinności”. Są oni stowarzyszeni w organizacji nazywanej Czarnym Zakonem (ang. Black Order), której głównym celem jest powstrzymanie Hrabiego Millenium przed kolejnym zniszczeniem świata (pierwszym był biblijny Potop).
Ukazała się także powieść Reverse, autorstwa Kaya'jego Kizakiego, która opowiada o przeszłości bohaterów.
W Polsce pierwsza seria anime emitowana była na AXN Spin HD.

## Bohaterowie
Black Order – tajemniczy zakon współpracujący z Watykanem, którego członkowie, Egzorcyści, mają jedno zadanie – chronić świat przed Hrabią Millenium i jego Akumami.

### Egzorcyści
- Allen Walker (jap. アレン・ウォーカー Aren Wōkā) – 15-letni główny bohater serii. Jako małe dziecko został porzucony przez własnych rodziców, którzy widząc dziwną deformację ręki spowodowaną przez (Innocence), wstydzili się własnego syna. Chłopcem zajął się tajemniczy Mana Walker. Niestety, zginął w czasie wypadku gdy Allen był jeszcze mały. Wtedy odbyło się jego pierwsze spotkanie z Hrabią, który zaproponował, że wskrzesi Manę.

Seiyū: Sanae Kobayashi 
- Lenalee Lee (jap. リナリー・リー Rinarī Rī) – 16-letnia Chinka, młodsza siostra Komuiego. Jej bronią jest Innocence zamknięte w tak zwanych Mrocznych Butach (Dark Boots). Gdy była dzieckiem, jej rodzice zostali zamordowani przez Akumę, ale nie pamięta nic sprzed tego wydarzenia. Pomaga bratu w zajmowaniu się Główną Kwaterą Czarnego Zakonu (właściwie podaje tylko kawę).

Seiyū: Shizuka Itō 
- Kanda Yū (jap. 神田ユウ Kanda Yū) – 18-letni (psychicznie i fizycznie, chronologicznie- 9-letni) Japończyk, którego Innocence to katana o nazwie Mugen. Kanda jest pierwszym egzorcystą jakiego Allen spotyka po dotarciu do Kwatery Głównej, lecz ich spotkanie nie przebiegło zbyt dobrze i obaj panowie pałają do siebie czystą niechęcią. Kanda ma dość trudny charakter, wydaje się być zimny i nieczuły. W profilu postaci rzeczy, których nie lubi zostały opisane jako „zbyt liczne by je wymieniać”. Jest skoncentrowany na swoich misjach, są dla niego priorytetem ważniejszym niż życie towarzyszy.

Seiyū: Takahiro Sakurai 
- Lavi (jap. ラビ Rabi) – Wesoły 18-letni rudzielec z opaską na prawym oku. Egzorcysta, następca Kronikarza. Mimo tego że powinien być tylko „obserwatorem”, który zapisuje historie i jest obiektywny, Lavi staje jednak zawsze po stronie przyjaciół i uciśnionych. Jego stosunki z innymi ludźmi są bardzo luźne, dzięki czemu często można się śmiać, np. porysowanie twarzy Allena podczas snu i mówienie często do Kandy po imieniu, co go strasznie denerwuje.

Seiyū: Ken’ichi Suzumura 
- Bookman – Kronikarz. Stary człowiek, wyglądający poniekąd jak panda (jak zresztą nazywany jest przez Laviego), zapisujący historie ludzkości. Specjalizuje się w akupunkturze, a Innocence Kronikarza to Heaven Compass. Opiekuje się Lavim i mimo że jest dla niego oschły, to jednak troszczy się o niego. Jest bezstronny, zamierza się wycofać gdy tylko ich relacje z innymi egzorcystami staną się zbyt ścisłe. Seiyū: Aono Takeshi
- Arystar Krory III – Wampir, który pije krew Akum, zamiast ludzkiej. Poznajemy go, kiedy Allen udaje się do Rumunii w poszukiwaniu Generała Crossa. Crow (przydomek Arystara, nadany mu przez Laviego) mieszkał w zamku w pobliżu rumuńskiej wioski. Towarzyszyła mu jego ukochana, Eliade, która – jak się później okazało – była jednym z demonów wysłanym do niego przez Milenijnego Hrabiego. Wcześniej mieszkał z dziadkiem – Arystarem Krorym I. Nie pozwalał on swojemu wnukowi wychodzić na zewnątrz zamku, który tęsknił właśnie za tym światem. Crow, gdy jego Innocence jest w stanie spoczynku – jest naiwny, gapowaty; natomiast gdy jest ono aktywne – staje się wtedy chamski, wredny, niesamowicie szybki i mówi strasznie głośno. Walczy w obronie przyjaciół bez strachu o własne życie. Jego postać była wzorowana na japońskim piosenkarzu Yūsuke Santamaria.

Seiyū: Mitsuo Iwata 
- Miranda Lotto – Niemka. Jej mocą jest władanie czasem, jednak tylko w defensywie. Potrafi leczyć rany swoich kompanów, bądź też przedmioty, które uległy zniszczeniu, jednak tylko przez jakiś czas – gdy jej moc się wyczerpuje, wszystko wraca do swojego dawnego stanu (Time Recovery). Roztrzepana, ma o sobie bardzo niskie mniemanie. Uważa, że jest tylko zawadą i nic nie potrafi zrobić dobrze. W rzeczywistości to bardzo troskliwa osoba. Poznać to można choćby po tym, gdy próbowała ochronić przyjaciół przed Akumami, robiąc z siebie przynętę. Seiyū: Megumi Toyoguchi
- Noise Marie – kompan Kandy i uczeń gen. Tiedolla. Posiada Innocence Typu Wyposażeniowego (Equipment Type), umieszczone w jego słuchawkach, które nosi cały czas na uszach. We wspomnieniach Kandy spotkał się z nim i z Bakiem w Dziale Azjatyckim, kiedy to Yuu uciekał przez Krukami. Niedługo potem zostaje uratowany przez tego samego chłopca i uciekają do miejsca, w którym budzili się kandydaci na Egzorcystów „Drugiej Generacji”.

Seiyū: Yanada Kiyoyuki 
- Chaoji Han – jest jednym z trzech ocalałych członków załogi statku Anity, który został zaatakowany przez Akumę na pełnym morzu. Szczerze nienawidził akum i Klanu Noah, dlatego nie mógł przebaczyć Allenowi za to, że ten próbował ratować Tyki Mikka. Chaoji został posiadaczem Innocence tuż po wygranej bitwie w Arce. Trafił do drużyny Generała Tiedolla, do której należeli też Kanda Yuu i Noise Marie.

Seiyū: Mamoru Miyano 
- Hevlaska – jak sama o sobie powiedziała: jest „Strażnikiem Kostki” („Guardian of the Cube”) i częścią Zakonu od momentu jego powstania. Jest w stanie „włożyć” Innocence w ciało Egzorcysty i określić stopień jego synchronizacji i ukryty potencjał. Każde Innocence odzyskane w czasie misji jest umieszczane w jej „ciele” i czeka na swojego przyszłego „nosiciela”.

Seiyū: Yuko Kaida 
- Daisya Barry – 19-letni Egzorcysta z Bodrum (Turcja); fan piłki nożnej. Był uczniem gen. Tiedolla. Jego bronią przeciwko akumom był Charity Bell. Daisya został zamordowany przez Tyki Mikka, a jego zwłoki zostały powieszone na słupie na kształt orła.

Seiyū: Yanaka Hiroshi 
- Suman Dark – dołączył do Czarnego Zakonu (Black Order) pięć lat przez początkiem fabuły mangi/anime, by opłacić leczenie swojej córki. W trakcie jednej z misji on i jego koledzy zostali zaatakowani przez Tyki Mikka. Chakar Rabon i Kazana Reed ponieśli śmierć na miejscu. Suman tak bardzo wystraszył się śmierci, że zdradził Noah lokalizację reszty towarzyszy, by ocalić skórę. Zaraz po tym jego Innocence sprzeciwiło mu się i po strasznej transformacji stał się Fallen One. Allen Walker próbuje ratować go przed zbuntowanym Innocence, lecz mimo poniesionego wysiłku, Suman wkrótce umiera, a z jego ciała wydostają się Tease – motyle Tyki Mikka.

Seiyū: Gôda Hozumi 

### Generałowie
- Marian Cross – nauczyciel i mistrz Allena. Jest osobą, która często miesza się w bójki i popada w długi. To wielki kobieciarz. Bohaterowie szukali go bardzo długo, lecz Allen tak naprawdę nie chciał się z nim ponownie spotkać. Cross jest posiadaczem rewolweru z zawsze trafiającymi w cel nabojami. W walce ma także możliwość korzystania z magii sterowanej martwej Egzorcystki imieniem Maria, co pozwala mu na korzystaniu z jej pasożytniczego typu anti-akuma broni.
- Froi Tiedoll – nauczyciel i mistrz Kandy oraz Mariego. Typ miłego dziadka (przynajmniej z pozoru) uwielbiającego rysować. Mimo swoich lat, czynnie uczestniczy w wojnie, nie szczędząc czasu ani umiejętności na ratowanie innym życia. Jego broń to Maker of Eden, która przybiera formę krucyfiksu i pręta, duchowego dłuta.
- Claud Nine – jedyna kobieta generał, o której niewiele w sumie wiadomo. Ciepła, prawdomówna i stanowcza pani generał, jest wspaniałym przedstawicielem egzorcystów. Po krótkim spotkaniu z nią w odcinku 59 (podczas rozmowy z Komuim), jest okazja ją oglądać dopiero w 96, kiedy to prowadzi rozmowę z Marianem Crossem. I to właśnie scena, dzięki której Cloud staje się znana. Wystarczyło kilka zdawkowych zdań, by w pewnym momencie rozmowa przybrała zupełnie niefachowy obrót. Z czego słynie Marian? Ano z podrywu kobiet. Wiedziała też o tym Nine, która zwyczajnie, bezproblemowo, ale niezwykle grzecznie... „zmyła” „boskiego” amanta. Jej innocence to typ pasożyta. Mała małpka, Lau Shimin, która bardzo rzadko opuszcza ramię właścicielki. Dopiero po aktywacji przyjmuje formę potwora, fanatycznie oddanego Nine.
- Winters Socaro – bardzo agresywny generał i były więzień celi śmierci. W odróżnieniu od większości innych generałów, wydaje się mało względny dla swoich podopiecznych. Jego anty-akuma broń, Madness, po wywołaniu przybiera kształt dwóch ostrzy połączonych ze sobą specjalnym pierścieniem.
- Kevin Yeegar – pierwsza ofiara klanu Noah. Jego specjalną umiejętnością jest władanie łańcuchami. W przeszłości był nauczycielem, jednak kiedy Akuma zabiła wszystkich jego uczniów, został Egzorcystą. Niedługo po tym, jak poznał Allena, został napadnięty przez Noah. Przegrał, a jego ciało zostało powieszone na drzewie jego własnymi łańcuchami. Gdy Egzorcyści go znaleźli, był ledwo żywy. Jego organy stopniowo zanikały, co było efektem walki z Tyki Mikkiem. Przed śmiercią przekazał kompanom wiadomość od Milenijnego Earla, zaśpiewaną w formie piosenki Road.

Seiyū: Kiyoshi Kawakabu 

### Kwatera Główna (Black Order Headquarters)
- Komui Lee – starszy brat Lenalee i „kierownik” Kwatery Głównej. To on przydziela misje egzorcystom, zajmuje się dokumentacją, a także pracuje co nieco w departamencie naukowym. Do Egzorcystów dołączył dla młodszej siostry, którą zawsze stara się chronić jak umie, mając praktycznie obsesję na tym punkcie. Posiada charakterystyczny niebieski kubek z różowym króliczkiem. Jest też często powodem wielu śmiesznych sytuacji zaistniałych w serii.
- Reever Wenhamm – 26-letni szef Sekcji Naukowej w HQ. Choć często skarży się na zachowanie Komuiego, Reever podziwia go.
- Johnny Gill – współpracownik i przyjaciel Tappa Doppa i innych naukowców pracujących w Sekcji Naukowej. Jest dość wrażliwą osobą; zawsze wszystkim się przejmuje i nie umie opanować targających nim emocji.

Seiyū: Tomohiro Tsuboi 
- 65 – 'nieczłowiek'; pracuje w Sekcji Naukowej.
- Tapp Dopp – współpracownik i przyjaciel Johnny’ego Gilla; ginie w czasie ataku Noah na HQ.
- Główna pielęgniarka/Matron – surowa i nieznosząca sprzeciwu kobieta, która traktuje swoje powołanie bardzo na poważnie.

### Oddział w Azji
- Bak Chan – blond włosy fan Lenalee. Jest ukazany bardziej, jako postać komediowa. Potrafi być jednak poważny. Wyjątkowo dba o innych i stara się pomóc jak tylko może. Gdy się zdenerwuje, na skórze pojawiają mu się czerwone plamy i mdleje.
- Samo Han Wong – podwładny Baka. Wyjątkowo troskliwy staruszek, przejmujący się wszystkim i wszystkimi.
- Lou Fa – nastolatka z wieloma kompleksami. Twardo stąpa po ziemi i jest przyczyną wielu zabawnych sytuacji. Zakochana w Allenie, jednak nigdy nie zdobyła się na odwagę aby mu to wyznać.
- Fou – strażniczka Armii Azjatyckiej. Została stworzona przez pradziadka Baka. Fou uratowała Allena przed niechybną śmiercią, a potem przyczyniła się w znaczący sposób do odzyskania przez niego Innocence.

### Sprzymierzeńcy Earla
- Lero – gadająca parasolka i ulubiona zabawka Road, w Anime niczym szczególnym [w sile] się nie wyróżnia oprócz tego, że ciągle gada i wypowiada swoje imię w jakiejkolwiek wypowiedzi. Jej głowa przypomina miniaturkę dyni halloweenowej. W czasie walki w Edo, Lero była odpowiedzialna za porwanie Lenalee i transport jej do Arki, gdzie Egzorcystka miała być zniszczona razem z Arką.

Noah Family (Klan Noego)
- Jasdebi = Jasdero + Debitto (Noah Więzi) – pierwotny Noah nosi imię Jasdebi. Na co dzień jednak przyjmuje on postać dwóch braci; posiadają oni dosyć specyficzne poczucie humoru: celują w kogo popadnie swoimi pistoletami i szydzą ze wszystkich napotkanych. Jasdero i Debitto posiadają moc materializacji: są w stanie stworzyć (przez dwie myśli jednocześnie) naboje o różnorodnych właściwościach, by potem użyć ich w walce z przeciwnikiem. W najgorszej konieczności potrafią się łączyć w jednego Noah. Pomimo ogromnej mocy przegrywają walkę z Arystarem Krorym, jednak nie giną. W mandze po raz kolejny pojawiają się na zwołanym przez Earla zebraniu rodziny Noah.
- Tyki Mikk (Noah Przyjemności, inaczej Joido) – młodszy brat Sheryla Kamelot i wuj Road Camelot. Jak na Noah jest dosyć opanowaną osobą, która jako jedyna [chyba] myśli racjonalnie i poważnie w królestwie Earla. Jego bronią są ludożerne motyle zwane przez niego Tease, zaś zdolnością jest możliwość przenikania przez rzeczy materialne (prócz Innocence). Pierwszy raz spotykamy go w pociągu, kiedy to Allen, Lavi oraz Krory wyruszyli z Rumunii na poszukiwania Crossa.
- Road Camelot (Noah Snu) – wesoła Noah o żywej duszy oraz zabawnym podejściu do walki. Pomimo swego wyglądu nazywana jest Pierwszym Dzieckiem („First Child”) bądź 'najstarszą' (oldest). Jest adoptowaną córką Sheryla Camelota i jego żony. Obdarzona jest zdolnością do podróżowania między wymiarami bez użycia Arki Noah i wykazuje pewne zastosowanie pełnej regeneracji, telekinezy i telepatii.
- Skin Bolic (Noah Gniewu) – rozdrażniony wielkolud, agresywny w stosunku do służących, wulgarny. Uwielbia jeść słodycze. Został zabity przez Kandę Yuu.
- Lulu Bell (Noah Żądzy) – silna Noah, która jest czymś w stylu Kameleona: może zmieniać się w kogo lub co chce za pomocą swoich umiejętności.
- Sheryl Camelot  – przybrany ojciec Road i starszy brat Tyki Mikka. Ma chorowitą żonę. Wysoki, z czarnymi włosami, i tak, jak u wszystkich Noah, bliznami w kształcie krzyża na czole. Manipuluje dyplomatycznymi sytuacjami, pozwalając na rozpoczęcie wojny, która ma doprowadzić do stworzenia więcej akuma.
- Neah Walker „Czternasty” (14th – Noah Destrukcji) – brat Many (przybranego ojca Allena). Aktualnie przebywa w ciele głównego bohatera. Zwany także „Graczem”, „Pianistą”, „Muzykiem”; był dodatkowym członkiem rodziny Noah i młodszym bratem Many. Zdradził Milenijnego Hrabię (ang. The Earl of the Millenium) i próbował go zabić, lecz stało się dokładnie na odwrót. Przed śmiercią udało mu się wszczepić „siebie” w pamięć Allena Walkera, czyniąc go następnym gospodarzem wspomnień Czternastego.
- Wisley (Noah Wiedzy) – Noah, któremu powierzono schwytanie Yuu Kandy. Posiada umiejętność czytania w myślach. Sam mówi, ze „szanuje cudzą prywatność”, jednak to nie do końca prawda. Nie zawsze zastanawia się nad tym co robi i jest z reguły bardzo spokojny. Ma krótkie, białe włosy i nosi przewiązaną na głowie pasiastą szarfę. Na czole ma troje dodatkowych oczu, które dopełniają jego zdolności (potrafi m.in. wysadzić głowę tego, kto w te oczy spojrzy).